# S-500防空导弹系统
S-500「普羅米修斯」防空導彈是俄羅斯一型防空飛彈系統，由金刚石安泰中央设计局研發，至今未完全向外界展示，設計能打擊飛機或來襲的其他飛彈，有類似美國戰區高空防御飛彈的攔截能力。2018年5月，美国媒体披露：俄罗斯于近期“悄然试射”了S-500型导弹，“据报道，S-500命中了约481公里以外的目标，比之前的公开测试几乎远了80公里。”2019年4月，S-500导弹雷达系统通过验收。

## 性能
技術來自S-400的升級改進。S-500能同時鎖定10個目標攻擊，S-400僅能鎖定6個，所以發射車也從四管升級為六管聯裝，彈數較多。
具体参数为：
- 最大射程；600km(拦截导弹)/400km（拦截战机）
- 最大射高：180-200km
- 拦截目标最大飞行速度：5000米/秒（15倍音速）
- 拦截弹道导弹射程：3500km 以内
- 雷达最大探测距离：3000km

## 概觀
主要一個發射小組如下配備
- 77P6六管發射架，裝於BAZ-69096 10x10卡車上，至少6輛為一個營[5]
- 55K6MA指揮車模組，裝載於BAZ-69092-12 6x6卡車上
- 91N6A(M)戰術雷達，裝於BAZ-6403.01 8x8卡車上
- 96L6-TsP高空鎖定雷達，裝於BAZ-69096 10x10卡車上
- 77T6  ABM雷達，裝於BAZ-69096 10x10卡車上
- 76T6多目標辨識雷達，裝於BAZ-6909-022 8x8卡車上[6]

## 運營歷史
第一個S-500系統於2021年10月13日開始在莫斯科執行戰鬥任務。
俄羅斯入侵烏克蘭期間烏克蘭連續以MGM-140 陸軍戰術導彈系統（ATACMS）連續擊毀重要軍事設施之後，俄方下令將號稱「人類歷史上最厲害防空系統」（前國防部長紹伊古之語）的S-500移防至克里米亞共和國的占科伊（Dzhankoi）機場，不料兩周後的首戰S-500防空系統攔截來襲的10枚ATACMS漏掉了8枚（其中1枚是被干擾而自爆），導致克里米亞的一處遠端太空通信中心被毀。2024年6月28日S-500遭到ATACMS以集束炸彈直接炸毀。